# Alcis leechi
Alcis leechi là một loài bướm đêm trong họ Geometridae.